# Vrachonisída Peristeraí
Vrachonisída Peristeraí är en ö i Grekland.   Den ligger i prefekturen Nomós Kerkýras och regionen Joniska öarna, i den nordvästra delen av landet, 400 km nordväst om huvudstaden Aten.